# Estádio Olímpico Nilton Santos
Estádio Olímpico Nilton Santos (pol. Stadion Olimpijski im. Niltona Santosa, znany także jako Engenhão) – olimpijski stadion w Rio de Janeiro, na którym swoje mecze rozgrywa Botafogo FR.

## Nazwa
Jego popularna, skrócona nazwa to Engenhão. Nazwa ta pochodzi od lokalizacji stadionu w dzielnicy Engenho de Dentro.
Początkowo stadion nosił nazwę Estádio Olímpico João Havelange, od nazwiska byłego prezesa FIFA (w latach 1974–1998), João Havelange'a.
W 2015 roku, na wniosek klubu Botafogo F.R., burmistrz miasta zezwolił na używanie równoległej nazwy Estádio Nilton Santos. Nazwa ta pochodzi od nazwiska Níltona Santosa - słynnego piłkarskiego obrońcy klubu Botafogo F.R., który całą sportową karierę spędził w tym klubie i jest uważany za jednego z najlepszych obrońców w historii piłki nożnej oraz członka Drużyny Świata XX wieku.
W lutym 2017 roku miasto Rio de Janeiro oficjalnie zmieniło nazwę stadionu na Estádio Olímpico Nilton Santos.

## Konstrukcja
Stadion posiada dwa boiska piłkarskie o wymiarach 105 x 68 m. Posiada również dziewięciotorową bieżnię lekkoatletyczną z torami zgodnymi ze standardem IAAF, certyfikowanymi przez World Athletics, dwie strefy do trójskoku i skoku w dal, jedną do skoku o tyczce, jedną do skoku wzwyż oraz bieżnię do rzutu oszczepem. Na sąsiednim boisku znajduje się również kryta bieżnia lekkoatletyczna do rozgrzewki. 
Stadion może pomieścić 45 000 widzów i posiada parking na ponad 2000 samochodów.
W 2023 roku, stadion przeszedł proces modernizacji infrastruktury, w ramach której nastąpiła renowacja głównego boiska oraz boisk bocznych. Boiska zostały pokryte sztuczną trawą z certyfikatem „FIFA QUALITY PRO”. Decyzja ta została podjęta ze względu na zwiększającą się liczbę meczów, koncertów i innych wydarzeń odbywających się na tym stadionie.

## Historia

### Budowa i mecz otwarcia
Stadion budowano w latach 2003-2007. Stadion został wybudowany na terenie dawnej Federalnej Sieci Kolejowej w dzielnicy Engenho de Dentro, w Strefie Północnej Rio de Janeiro.
W 2003 roku oszacowano koszt budowy stadionu na 60 milionów reali brazylijskich (30 milionów dolarów amerykańskich). W rzeczywistości koszt budowy stadionu wyniósł 380 milionów reali brazylijskich (192 miliony dolarów amerykańskich). 
Inauguracyjny mecz na tym stadionie odbył się 30 czerwca 2007 roku. W ramach ósmej kolejki brazylijskiej Série A Botafogo pokonało Fluminense 2:1. Pierwszą bramkę na stadionie zdobył zawodnik Fluminense, Alex Dias. Za zwycięstwo w inauguracyjnym meczu Botafogo otrzymało trofeum João Havelange. Mecz z trybu obejrzało 43 810 kibiców.

### Igrzyska Panamerykańskie i Botafogo
W 2007 roku na stadionie odbyły się zawody lekkoatletyczne, a także dwanaście meczów pierwszej fazy turnieju piłki nożnej mężczyzn i kobiet w ramach Igrzysk Panamerykańskich 2007. 
Po zakończeniu igrzysk, został ogłoszony przetarg na dzierżawę stadionu. 3 sierpnia 2007 roku, klub Botafogo podpisał umowę z miastem Rio de Janeiro na wynajem stadionu na kolejne 20 lat. . W kolejnych latach kilkukrotnie przedłużano tę umowę. Ostatnia z nich, podpisana 22 grudnia 2021 roku będzie obowiązywać do 2051 roku .
10 września 2008 roku po raz pierwszy na stadionie wystąpiła reprezentacja Brazylii w piłce nożnej. Mecz z Boliwią w ramach eliminacji do Mistrzostw Świata 2010 zakończył się wynikiem 0–0.
W sezonach od 2010/11 do 2012/13 swoje mecze domowe na stadionie rozgrywały Flamengo i Fluminense
Problemy z konstrukcją dachu w 2013 roku spowodowały, że stadion został zamknięty. Dokonano napraw i przeprowadzono modernizację pod kątem igrzysk olimpijskich w 2016 roku. Liczba miejsc została zwiększona do 60 tysięcy. Stadion został ponownie otwarty w 2015 roku.

### Igrzyska Olimpijskie
Podczas Letnich Igrzysk Olimpijskich 2016 w Rio de Janeiro, na stadionie odbyły się zawody piłki nożnej i lekkoatletyki. Przed rozpoczęciem zawodów przeprowadzono szereg remontów, aby dostosować stadion do wymogów Igrzysk. Łączny koszt prac wyniósł 52 miliony reali. Obejmowały one wymianę bieżni i instalację tymczasowych trybun w sektorach północnym i południowym, zwiększając pojemność obiektu do 60 000 widzów podczas Igrzysk Olimpijskich i Paraolimpijskich. Całkowita wartość inwestycji, obejmująca teren zewnętrzny stadionu i renowację Praça do Trem, wyniosła 115 milionów reali.